# George Watters II
George Watters II, de son vrai nom George Duncan Watters, est un monteur son américain né le 19 septembre 1949  à Los Angeles en Californie.

## Biographie
George Watters est engagé en 1973 comme apprenti au département son (télévision) de Paramount Pictures. Peu après il entre au département montage son pour le cinéma. Il quitte Paramount en 1992 et travaille successivement pour Universal Pictures, Warner Bros., 20th Century-Fox avant d'entrer chez Walt Disney Studios en 2000.

## Filmographie (sélection)
- 1978 : Oliver's Story de John Korty
- 1979 : Star Trek, le film (Star Trek: The Motion Picture) de Robert Wise
- 1982 : Star Trek 2 : La Colère de Khan (Star Trek II: The Wrath of Khan) de Nicholas Meyer
- 1983 : Tendres Passions (Terms of Endearment) de James L. Brooks
- 1983 : Staying Alive de Sylvester Stallone
- 1983 : Flashdance d'Adrian Lyne
- 1984 : Le Flic de Beverly Hills (Beverly Hills Cop) de Martin Brest
- 1984 : Star Trek 3 : À la recherche de Spock (Star Trek III: The Search for Spock) de Leonard Nimoy
- 1985 : Witness de Peter Weir
- 1986 : Top Gun de Tony Scott
- 1987 : Le Flic de Beverly Hills 2 (Beverly Hills Cop II) de Tony Scott
- 1988 : Les Accusés (The Accused) de Jonathan Kaplan
- 1988 : Crocodile Dundee 2 de John Cornell
- 1990 : À la poursuite d'Octobre rouge (The Hunt for Red October) de John McTiernan
- 1991 : Star Trek 6 : Terre inconnue (Star Trek VI: The Undiscovered Country) de Nicholas Meyer
- 1992 : Jeux de guerre (Patriot Games) de Phillip Noyce
- 1995 : USS Alabama (Crimson Tide) de Tony Scott
- 1996 : Rock (The Rock) de Michael Bay
- 1996 : Broken Arrow de John Woo
- 1997 : Red Corner de Jon Avnet
- 1997 : Speed 2 : Cap sur le danger (Speed 2: Cruise Control) de Jan de Bont
- 1998 : Ennemi d'État (Enemy of the State) de Tony Scott
- 1998 : Armageddon de Michael Bay
- 1999 : Thomas Crown (The Thomas Crown Affair) de John McTiernan
- 2001 : Spy Game : Jeu d'espions (Spy Game) de Tony Scott
- 2001 : Pearl Harbor de Michael Bay
- 2003 : Pirates des Caraïbes : La Malédiction du Black Pearl (Pirates of the Caribbean: The Curse of the Black Pearl) de Gore Verbinski
- 2004 : Benjamin Gates et le Trésor des Templiers (National Treasure) de Jon Turteltaub
- 2005 : Le Monde de Narnia : Le Lion, la Sorcière blanche et l'Armoire magique (The Chronicles of Narnia: The Lion, the Witch and the Wardrobe) d'Andrew Adamson
- 2005 : Hitch, expert en séduction (Hitch) d'Andy Tennant
- 2006 : Pirates des Caraïbes : Le Secret du coffre maudit (Pirates of the Caribbean : Dead Man's Chest) de Gore Verbinski
- 2007 : Benjamin Gates et le Livre des secrets (National Treasure: Book of Secrets) de Jon Turteltaub
- 2007 : Pirates des Caraïbes : Jusqu'au bout du monde (Pirates of the Caribbean: At World's End) de Gore Verbinski
- 2010 :  Les Sables du Temps (Prince of Persia: The Sands of Time) de Mike Newell
- 2011 : Pirates des Caraïbes : La Fontaine de jouvence (Pirates of the Caribbean: On Stranger Tides) de Rob Marshall

## Distinctions

### Récompenses
- Oscar du meilleur montage de son
  - en 1991 pour À la poursuite d'Octobre rouge
  - en 2002 pour Pearl Harbor
- 2012 Motion Picture Sound Editors' Award pour l'ensemble de sa carrière[2],[3]

### Nominations
- Oscar du meilleur montage de son
  - en 1987 pour Top Gun
  - en 1992 pour Star Trek 6 : Terre inconnue
  - en 1996 pour USS Alabama
  - en 1999 pour Armageddon
  - en 2004 pour Pirates des Caraïbes : La Malédiction du Black Pearl
  - en 2007 pour Pirates des Caraïbes : Le Secret du coffre maudit
- British Academy Film Award du meilleur son
  - en 1991 pour À la poursuite d'Octobre rouge
  - en 2004 pour Pirates des Caraïbes : La Malédiction du Black Pearl
  - en 2007 pour Pirates des Caraïbes : Le Secret du coffre maudit